# デビッド・ヤング (バスケットボール)
デビッド・ヤング（David Young、1981年8月18日 - ）は、アメリカ合衆国ペンシルベニア州出身のバスケットボール選手である。ポジションはフォワード。

## 来歴
ノースカロライナセントラル大学から2004年のNBAドラフトでシアトル・スーパーソニックスより全体41位指名を受けるが、ロースター入りは果たせずNBADLのフェイエットビル・ペイトリオッツでプレー。
2005年以降は欧州やプエルトリコでプレー。2007年はÉBポー・オルテッズに所属するも、シーズン途中でギリシャのレティムノへ移籍。
2008年、アイシンシーホースに入団。